# Arthur Chadwick
Arthur Chadwick (ur. 26 sierpnia 1875 w Church, zm. 21 marca 1936 w Exeter) – angielski piłkarz występujący na pozycji pomocnika.
W swojej karierze występował na poziomie Division Two w barwach Burton Swifts oraz w Division Three jako zawodnik Southampton, Portsmouth, Northampton Town i Exeter City.
W reprezentacji Anglii rozegrał dwa spotkania. Zadebiutował w niej 26 marca 1900 w zremisowanym 1:1 meczu British Home Championship przeciwko Walii, a po raz drugi wystąpił 7 kwietnia 1900 w przegranym 1:4 pojedynku tego samego turnieju ze Szkocją.